# Universitat de Cambridge

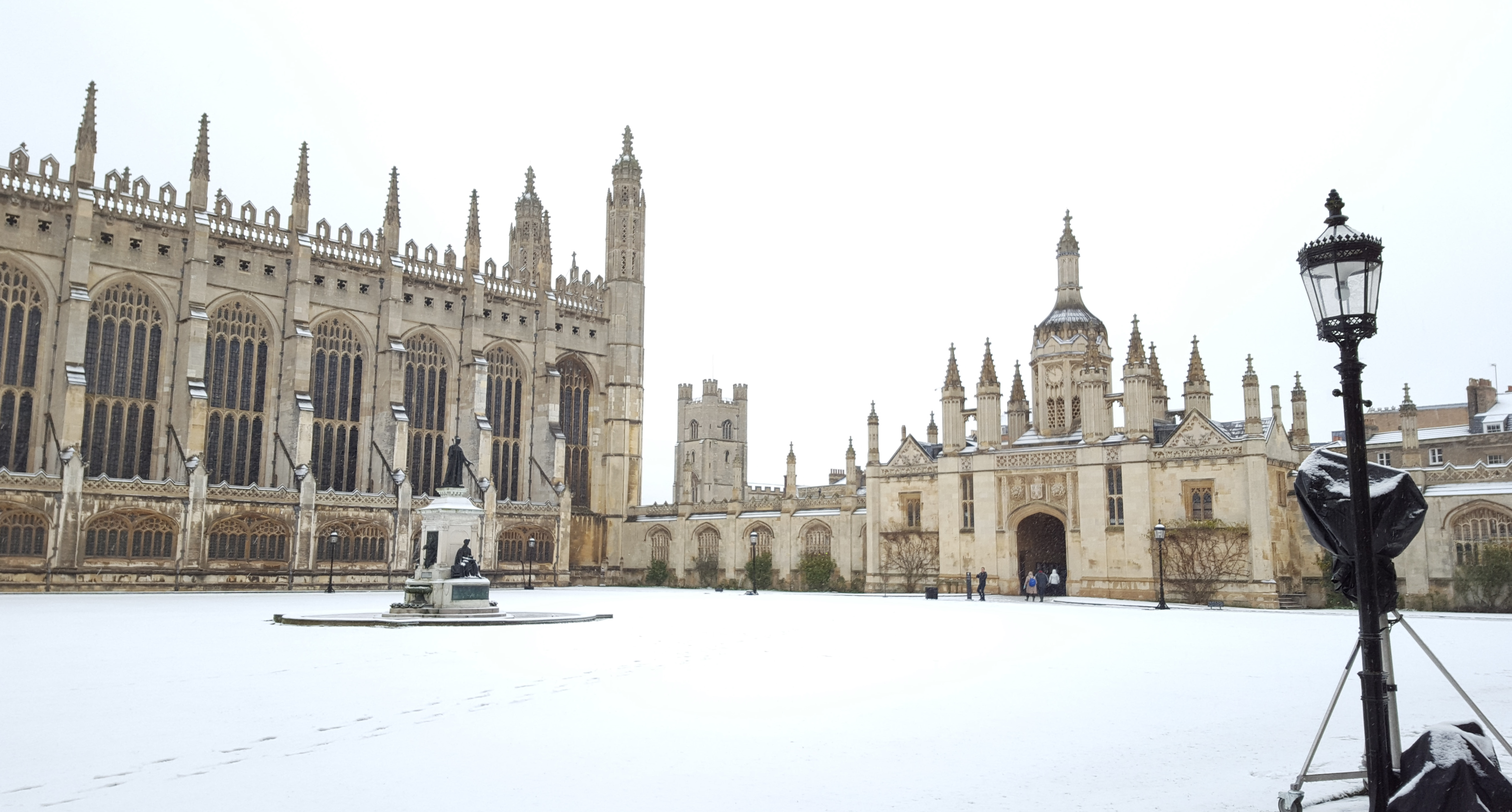
Vista del King's College nevat.

La Universitat de Cambridge és la segona universitat de parla anglesa més antiga del món, després de la d'Oxford. Segons la llegenda, la Universitat de Cambridge, a Anglaterra, va ser fundada el 1209 per acadèmics que van fugir d'Oxford, després d'una baralla amb agents d'aquesta ciutat. El rei Enric III d'Anglaterra els va concedir el monopoli de l'ensenyament en aquell lloc el 1231. Cambridge és la segona universitat més antiga de parla anglesa i la quarta més longeva que segueix oberta. Els trenta-un colleges que integren la universitat són institucions independents i separades de la mateixa universitat, que gaudeixen d'un ample nivell d'autonomia. La història i la influència de la Universitat de Cambridge l'han convertit en una de les més prestigioses del món.
Al costat de la Universitat d'Oxford, la Universitat de Cambridge forma a una gran quantitat dels més destacats científics, escriptors i polítics de la Gran Bretanya. Ambdues institucions són conegudes conjuntament amb el malnom de Oxbridge i són integrants del Grup d'Universitats Russell i del Grup Coïmbra.
Cambridge és la universitat que acumula més receptors del Premi Nobel entre ex-alumnes i professors, fet que la situa en un punt molt alt del rànquing d'universitats.

## Classificacions
En el Rànquing de Xangai de 2021 estava classificada la tercera del mon i primera del Regne Unit, per darrere de la Universitat Harvard i la Universitat Stanford.
D'entre les persones afiliades a Cambridge (alumni, personal acadèmic i altres càrrecs) es compten 121 Premis Nobel, el més recent dels quals Sir Roger Penrose l'any 2020. Entre els alumni notables de la universitat, hi ha 14 primers ministres britànics i 92 ors olímpics, i diverses figures icòniques que han transformat els seus camps respectius, inclosos Francis Bacon, Lord Byron, Oliver Cromwell, Charles Darwin, Stephen Hawking, John Maynard Keynes, John Milton, Vladímir Nabókov, Jawaharlal Nehru, Isaac Newton, Bertrand Russell, Alan Turing, i Ludwig Wittgenstein. A data de 2023, la universitat es troba en el quart lloc mundial del rànquing Rànquing de Shanghai, segon a nivell mundial en el QS World University Rankings, tercer a nivell mundial en el Times Higher Education World University Rankings, segon del Regne Unit en el Complete University Guide, i tercer a nivell nacional en el Guardian University Guide i en el Times and Sunday Times Good University Guide.

## Història

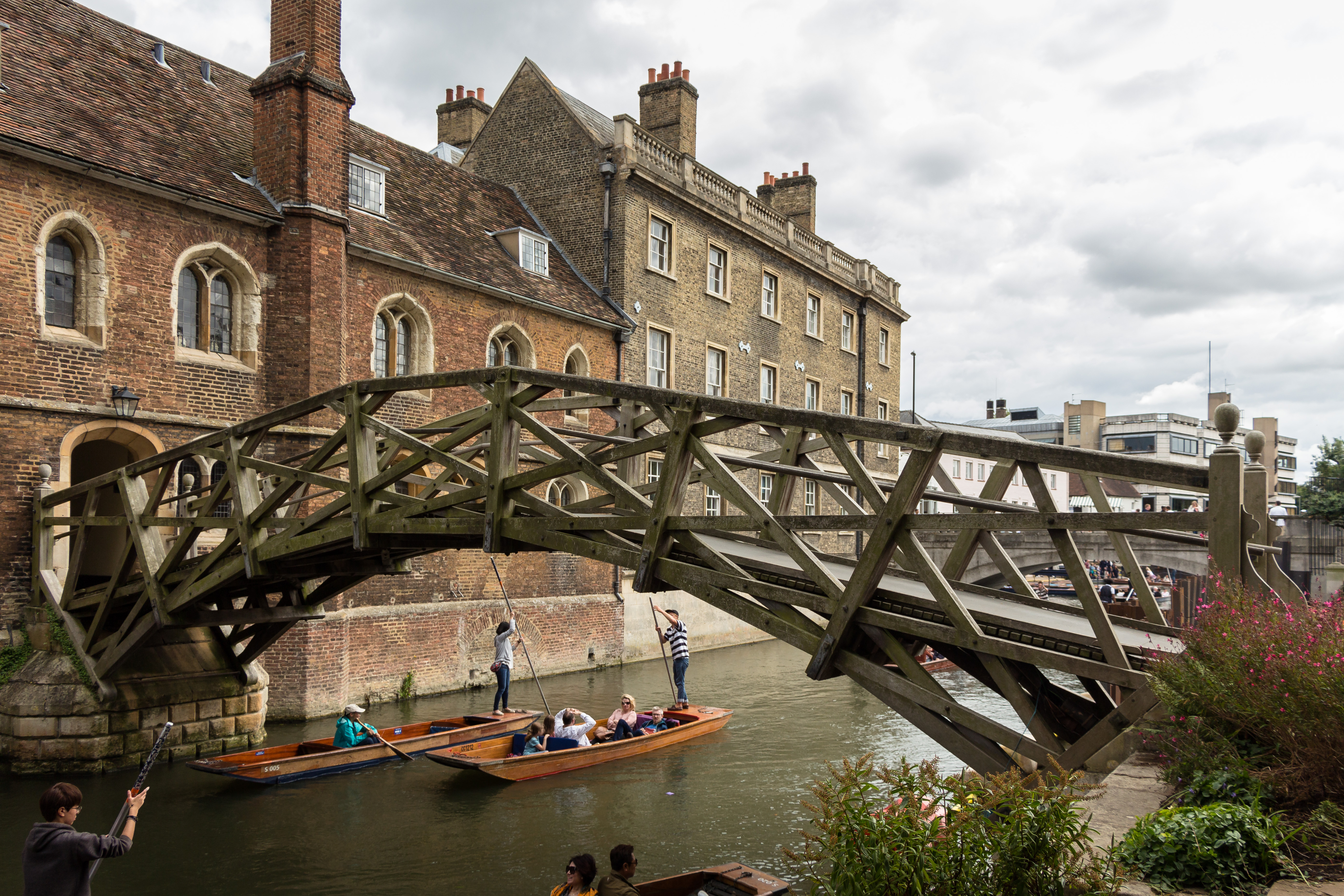
El pont matemàtic sobre el Riu Cam al Queens' College.

El 1209 els mestres van suspendre la seva docència a la Universitat d'Oxford i es van traslladar a altres ciutats, inclosa Cambridge. Tant a Oxford com a Cambridge se'ls va concedir drets de disciplina sobre els estudiants i de fixar els lloguers en cartes emeses pel rei Enric III d'Anglaterra el 1231. El college més antic és Peterhouse, fundat el 1284 per Hugh Balsham, Bisbe d'Ely. El segon college més antic va ser King's Hall, fundat el 1317, encara que ja no existeix com una institució independent. Molts colleges es van fundar als segles xiv i xv. Més avall es lliura una llista completa dels colleges que componen actualment la universitat. No obstant això, alguns d'ells com Michaelhouse (que es va unir a King's Hall per crear Trinity, per ordre del rei Enric VII) i Gonville Hall ja no existeixen.
En aquests primers anys, els colleges van ser fundats perquè els estudiants resessin per les ànimes dels fundadors i per aquest motiu aquestes institucions estaven vinculades amb freqüència a capelles o abadies. Al costat de la Dissolució dels Monestirs, ordenada el 1536, el rei Enric VIII va ordenar la dissolució de la Facultat de Dret Canònic i el cessament de les classes de "filosofia escolàstica". Així que en lloc de dedicar-se al dret canònic, els plans d'estudi dels colleges es van orientar als clàssics llatins i grecs, la Bíblia i les matemàtiques.

### L'educació de les dones
Durant molts anys, només els estudiants de sexe masculí es matriculaven a la universitat. Els primers col·legis per a les dones van ser el Girton College (fundat per Emily Davies) el 1869 i el Newnham College el 1872 (fundat per Anne Clough i Henry Sidgwick), seguit pel Hughes Hall el 1885 (fundat per Elizabeth Phillips Hughes com el Col·legi d'Ensenyament de Cambridge per a dones), el Murray Edwards College (fundat per Rosemary Murray com a nou pavelló) el 1954, i el Lucy Cavendish College el 1965. Les primeres estudiants dones van ser examinades el 1882 però els intents de fer que les dones fossin membres de ple dret de la universitat no van tenir èxit fins al 1948. A les dones se'ls hi va permetre estudiar cursos, fer exàmens, i els seus resultats estan registrats des de 1881; per un breu període a la volta del segle xx, això va permetre a les "Steamboat Ladies" (dames del vaixell de vapor) rebre graus eundem (grau honorífic) per part de la Universitat de Dublín.
A partir de 1921 les dones van ser guardonades amb diplomes que els conferien el Títol del Grau de Bachelor of Arts. Però com no havien estat admeses als estudis de Grau de Bachelor of Arts, estaven excloses de les posicions de govern de la universitat. Atès que els estudiants han de pertànyer a una universitat, i donat que les universitats (colleges) encara no acceptaven a les dones, les dones van trobar que les seves admissions quedaven restringides a les escoles establerts només per a les dones. El 1964 es va crear el Darwin College, la primera universitat que des dels inicis permetia la graduació tant de dones com d'homes. Els altres col·legis universitaris, començant amb Churchill, Clare i el King's College, que antigament eren només per homes entre 1972 i 1988 van començar a admetre a les dones. Un dels col·legis només per a dones, Girton, també va començar a admetre als estudiants de sexe masculí a partir del 1979, però d'altres Colleges femenins no van fer el mateix. Finalment el St Hilda College, Oxford, el 2008 va posar fi a la seva prohibició d'estudiants de sexe masculí. Cambridge és ara l'única universitat del Regne Unit que manté Colleges només per dones (Newnham, Murray Edwards i Lucy Cavendish) i quatre són exclusivament per a estudiants de postgrau (Clare Hall, Darwin, Wolfson i St. Edmunds).
L'any acadèmic 2004-5, el percentatge d'alumnes per sexe a la universitat, incloent postgraduats, era de 52% homes 48% de dones.

## Altres activitats
Hi ha certes activitats d'esplai associades a Cambridge. El rem és un esport popular i existeixen competicions entre colleges i contra Oxford. També existeixen competicions en altres esports, com el cricket i el rugbi. Entre els clubs de teatre, es troba el famós Footlights.

## Colleges
- Christ's College, Cambridge 1505 lloc web oficial
- Churchill College, Cambridge 1960 lloc web oficial
- Clare College, Cambridge 1326 lloc web oficial
- Clare Hall, Cambridge 1965 lloc web oficial
- Corpus Christi College 1352 lloc web oficial
- Darwin College, Cambridge 1964 lloc web oficial
- Downing College, Cambridge 1800 lloc web oficial
- Emmanuel College, Cambridge 1584 lloc web oficial
- Fitzwilliam College, Cambridge 1966 lloc web oficial
- Girton College, Cambridge 1869 lloc web oficial
- Gonville and Caius College, Cambridge 1348 lloc web oficial
- Homerton College, Cambridge 1976 lloc web oficial
- Hughes Hall, Cambridge 1885 lloc web oficial
- Jesus College, Cambridge 1497 lloc web oficial
- King's College, Cambridge 1441 lloc web oficial
- Lucy Cavendish College, Cambridge 1965 lloc web oficial Arxivat 2008-03-25 a Wayback Machine.
- Magdalene College, Cambridge 1428 lloc web oficial
- New Hall, Cambridge 1954 lloc web oficial Arxivat 2019-08-03 a Wayback Machine.
- Newnham College, Cambridge 1871 lloc web oficial
- Pembroke College, Cambridge 1347 lloc web oficial
- Peterhouse, Cambridge 1284 lloc web oficial
- Queens' College, Cambridge 1448 lloc web oficial
- Robinson College, Cambridge 1979 lloc web oficial
- St Catharine's College, Cambridge 1473 lloc web oficial
- St Edmund's College 1896 lloc web oficial
- St John's College, Cambridge 1511 lloc web oficial
- Selwyn College, Cambridge 1882 lloc web oficial
- Sidney Sussex College 1596 lloc web oficial
- Trinity College, Cambridge 1546 lloc web oficial
- Trinity Hall, Cambridge 1350 lloc web oficial
- Wolfson College, Cambridge 1965 lloc web oficial

## Alumnes famosos
- Douglas Adams (St. Johns)
- Lord Byron (Trinity)
- John Cleese (Downing)
- Charles Darwin (Christ's)
- John Dee (St. John's)
- Jordi VI del Regne Unit (Trinity)
- Jane Goodall (Darwin)
- Germaine Greer (Newnham)
- Eric Idle (Pembroke)
- Hugh Laurie (Selwyn)
- Margarida II de Dinamarca (Girton)
- Christopher Marlowe (Corpus Christi)
- John Maynard Keynes (King's)
- Thomas Robert Malthus (Jesus)
- John Milton (Christ's)
- Isaac Newton (Trinity)
- Samuel Pepys (Magdalene)
- Bertrand Russell (Trinity)
- Ludwig Wittgenstein (Trinity)
- George Edward Moore (Trinity)
- Salman Rushdie (King's)
- Ernest Rutherford (Trinity)
- Emma Thompson (Newnham)
- Alan Turing (King's)
- Stephen Hawking (...)

## Persones a qui la universitat ha concedit un grau acadèmic honorífic
- Jacques Derrida
- Francis Edward Gladstone
- Javier Pérez de Cuéllar
- Willard van Orman Quine
- Maurice Greene
- Stephen Hawking

## La Universitat de Cambridge a la ficció
- Porterhouse Blue, de Tom Sharpe, i Grantchester Grind, la seva seqüela, transcorren al fictici Porterhouse College.
- A la sèrie Doctor Who, al capítol titulat Shada.
- Dirk Gently's Holistic Detective Agency, de Douglas Adams.

## Galeria

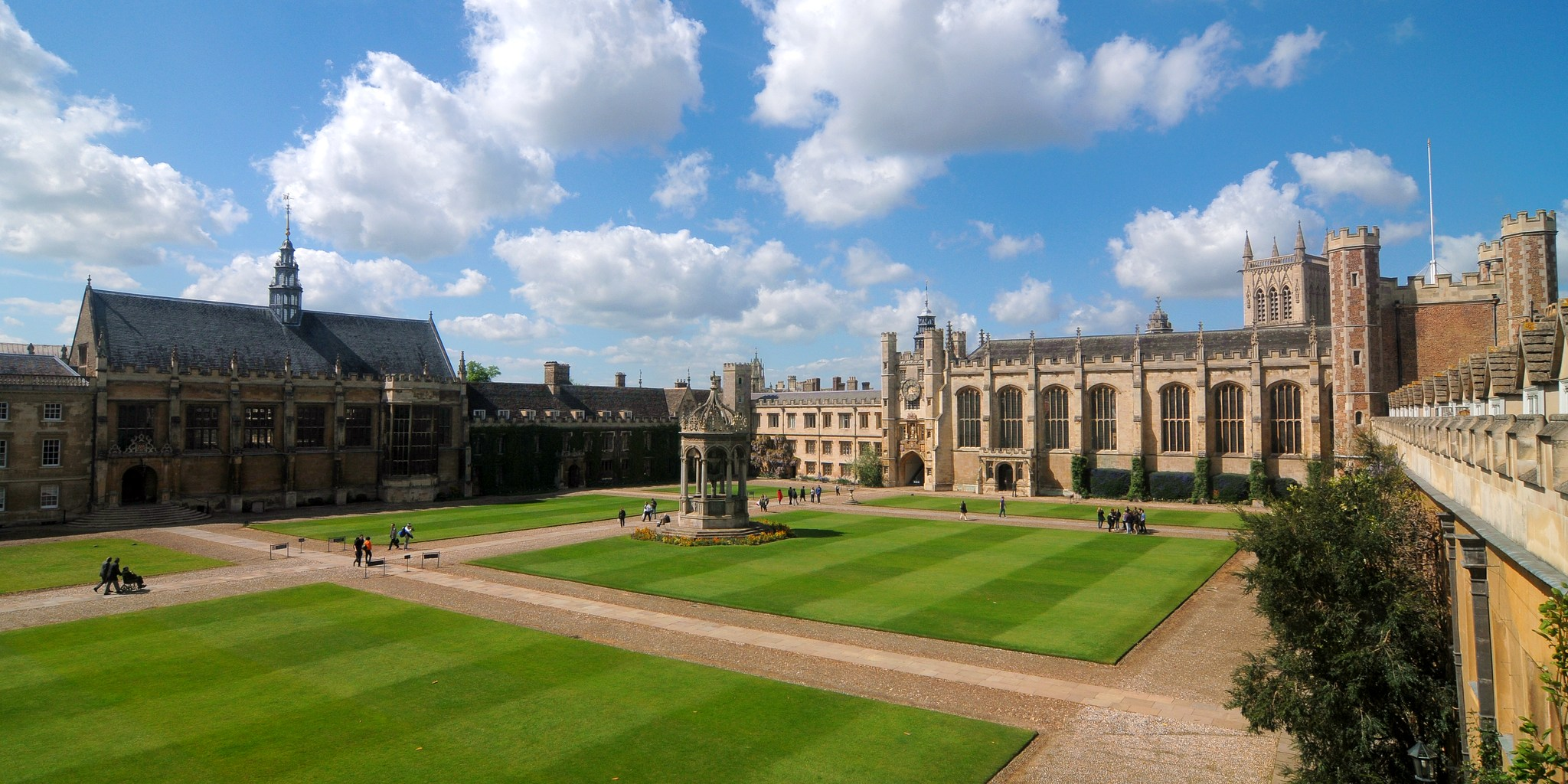
Gran Pati al Trinity College
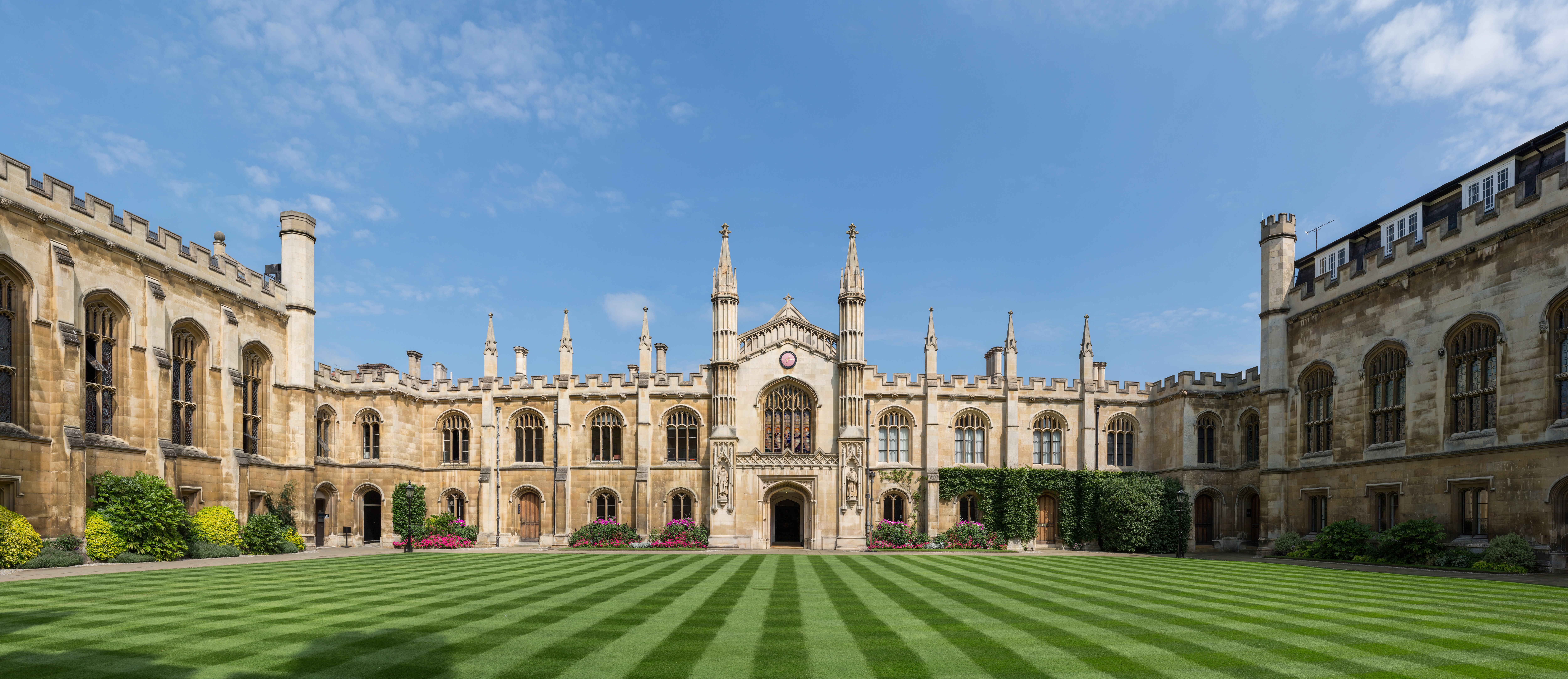
Pati Nou al Corpus Christi College
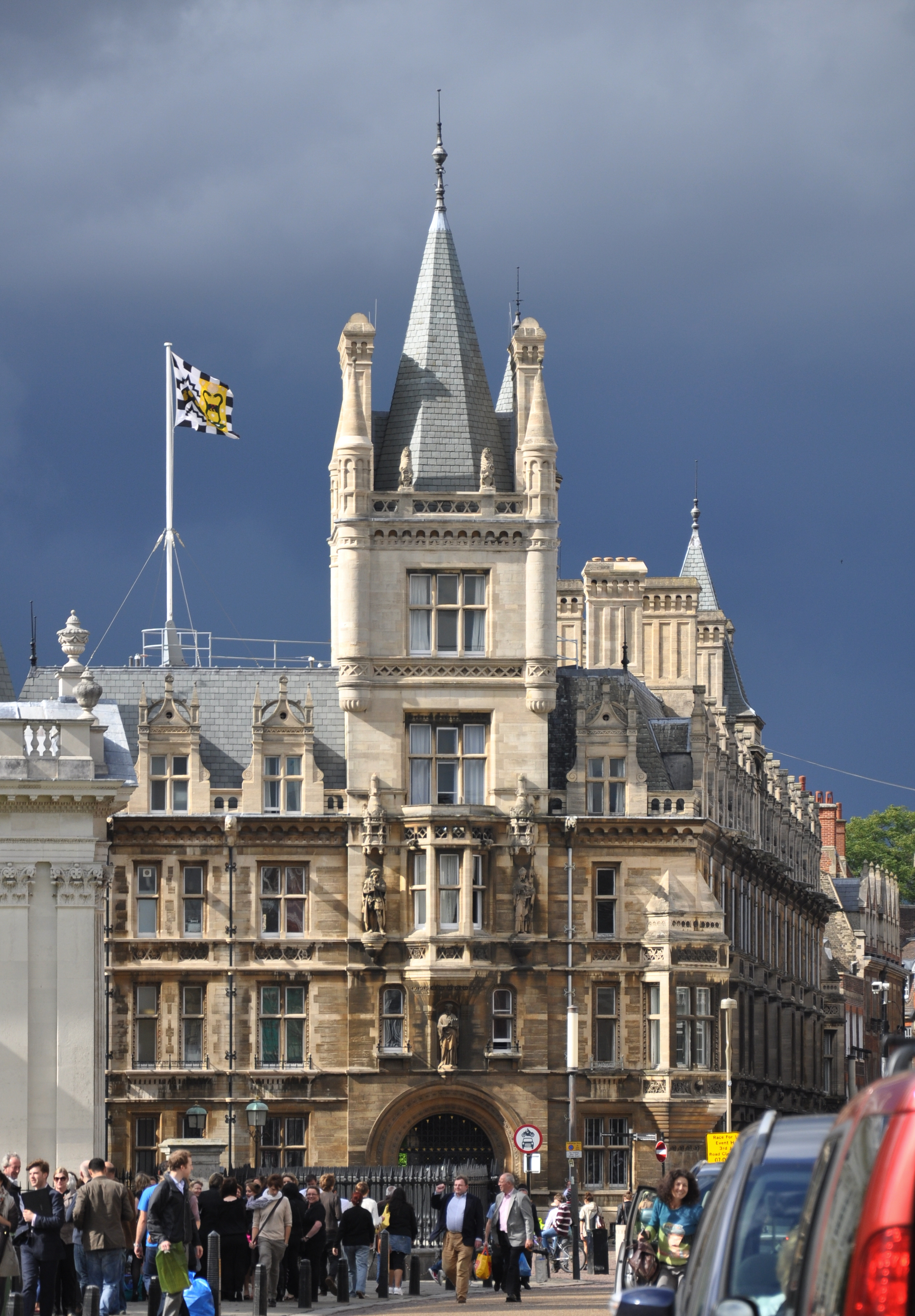
Porta d'entrada al Gonville and Caius College
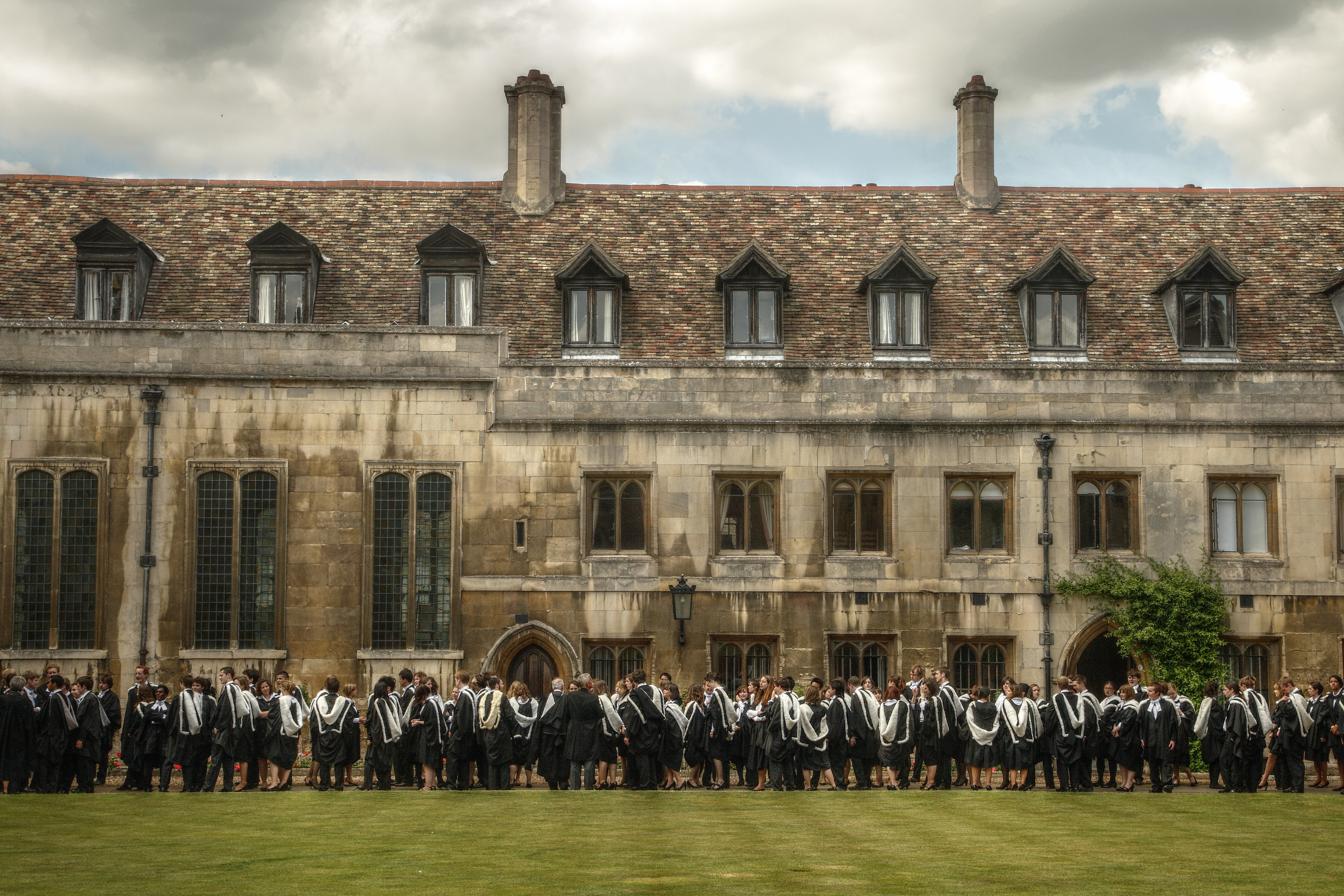
Pati primer al Pembroke College
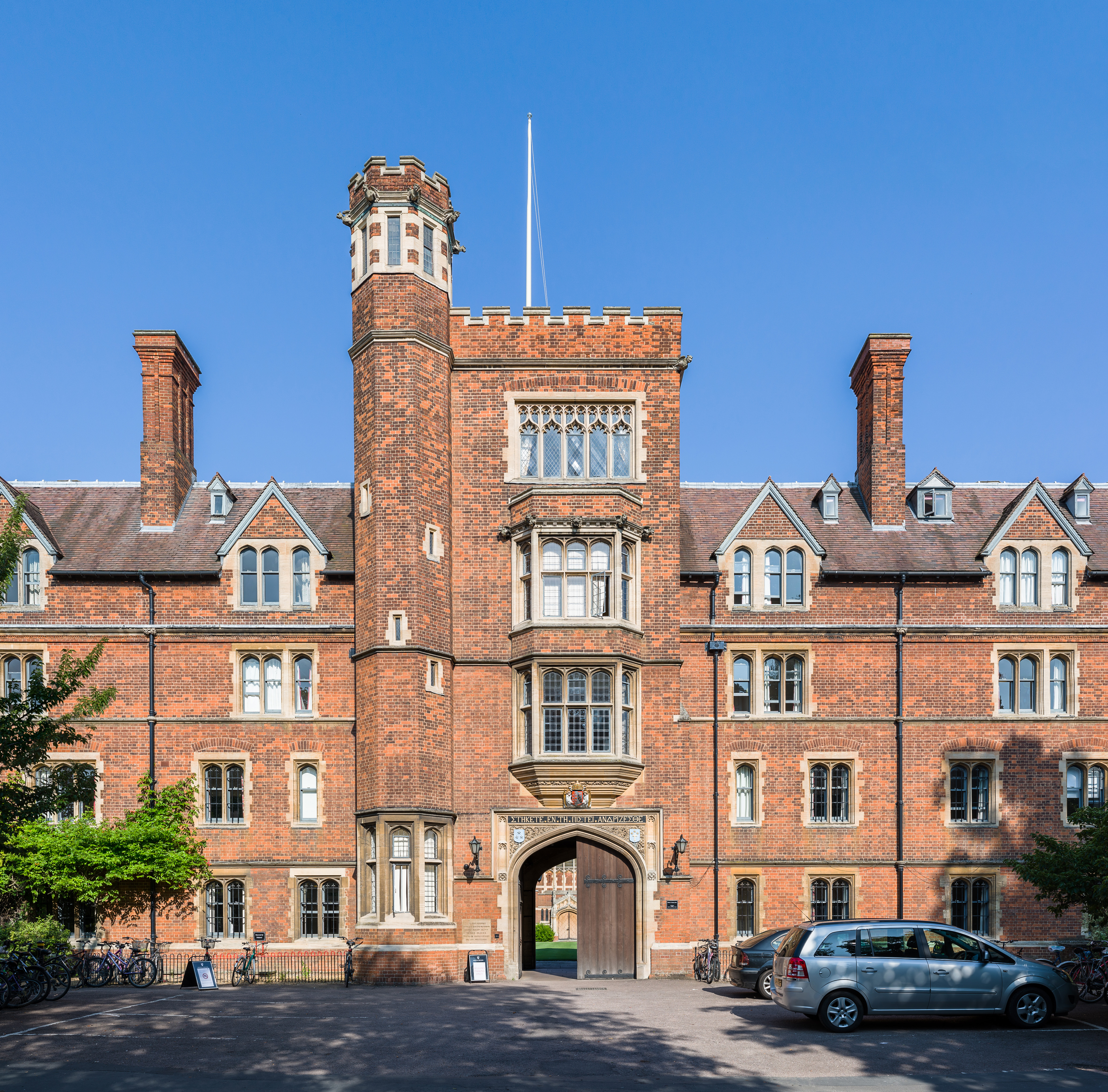
Porta d'entrada al Selwyn College
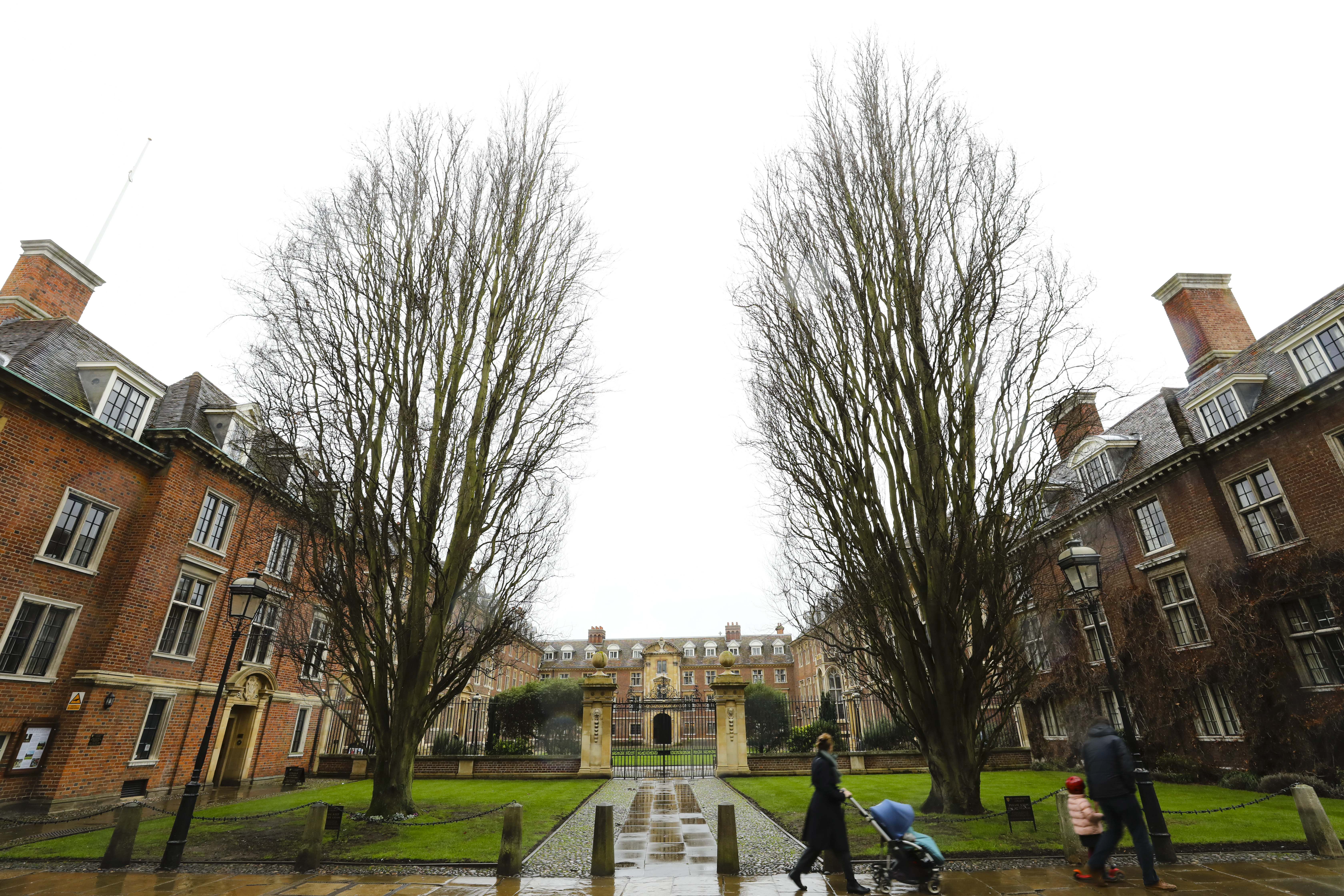
Pati principal del St Catharine's College
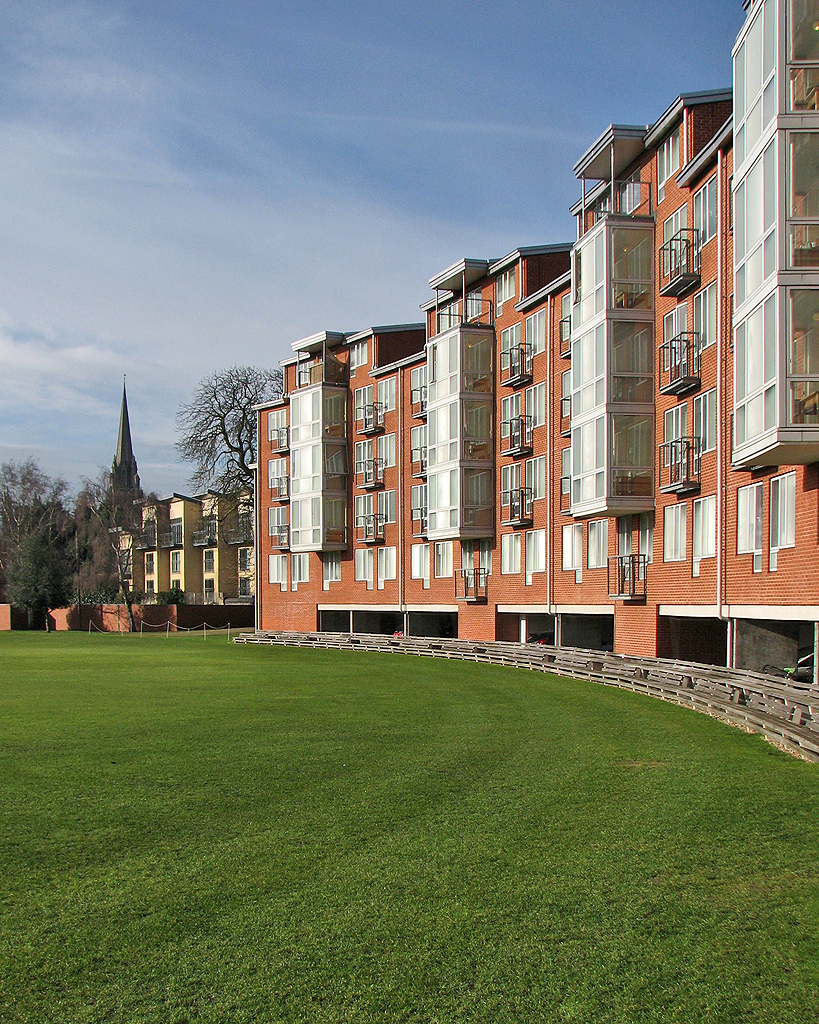
Hughes Hall a Fenner
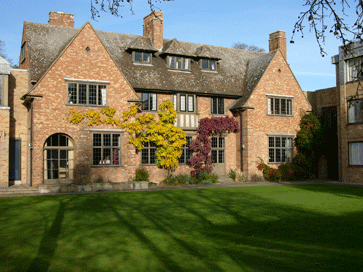
Casa Bredon al Wolfson College
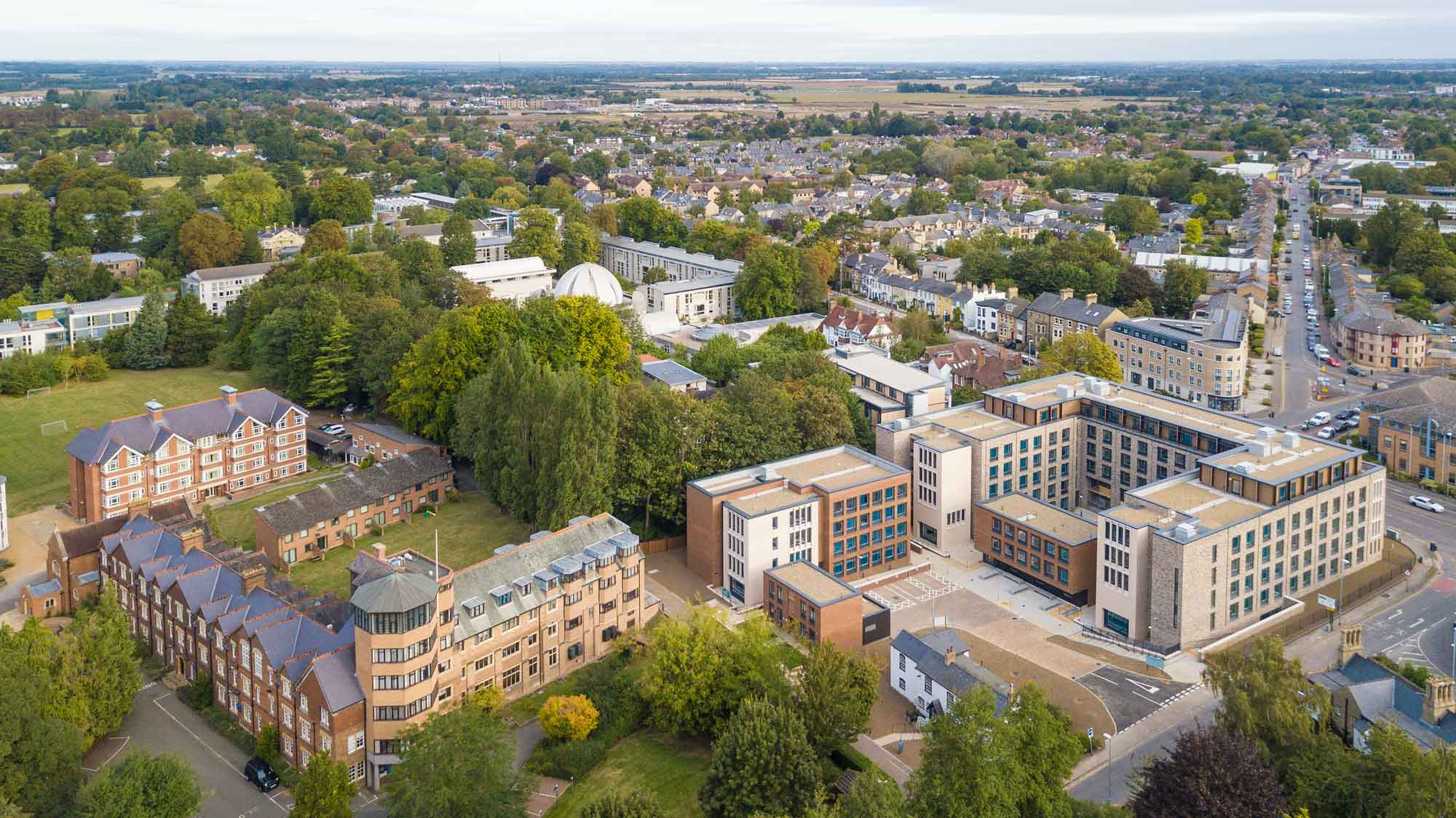
St Edmund's College
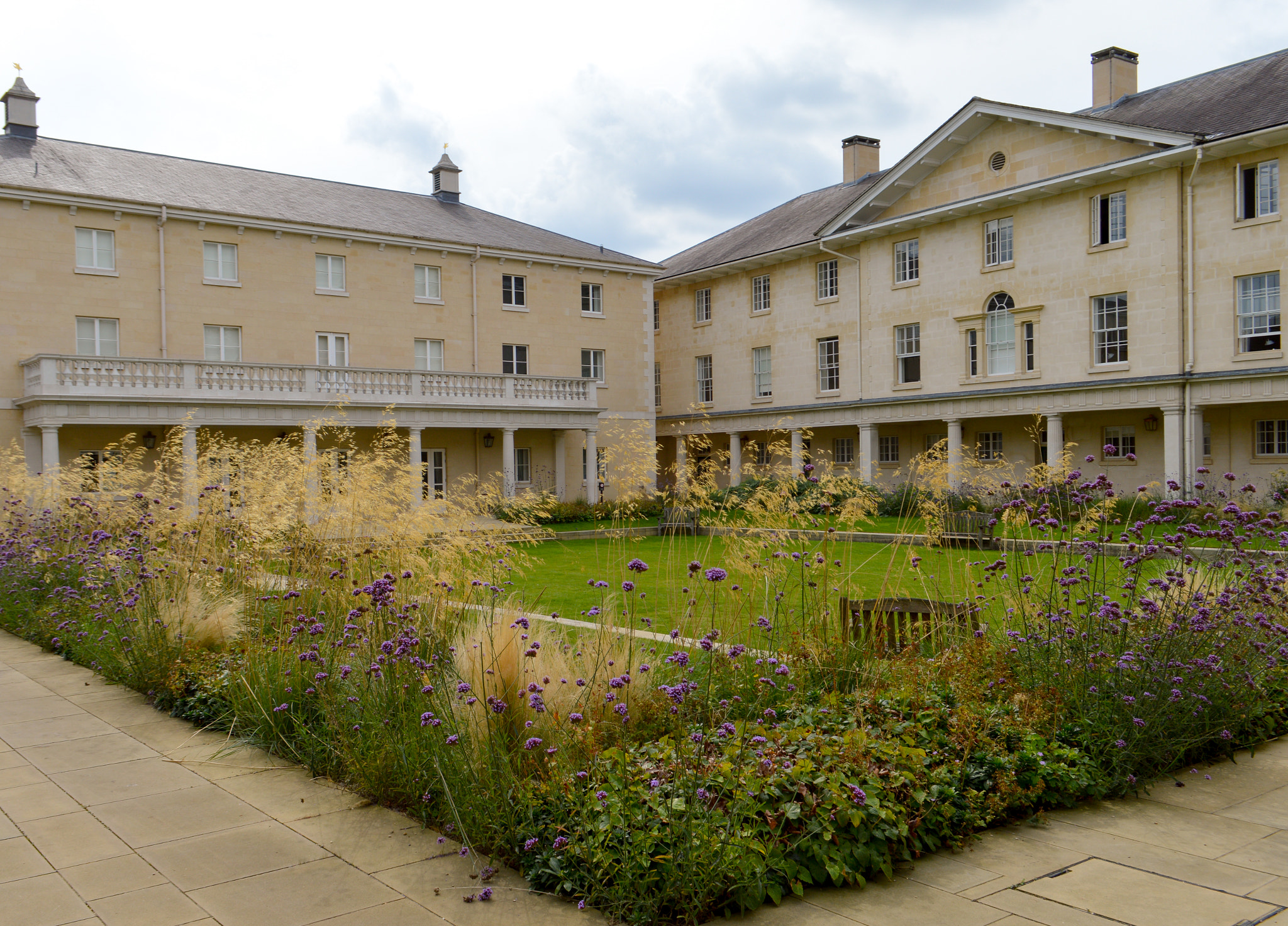
Jardí del West Lodge al Downing College
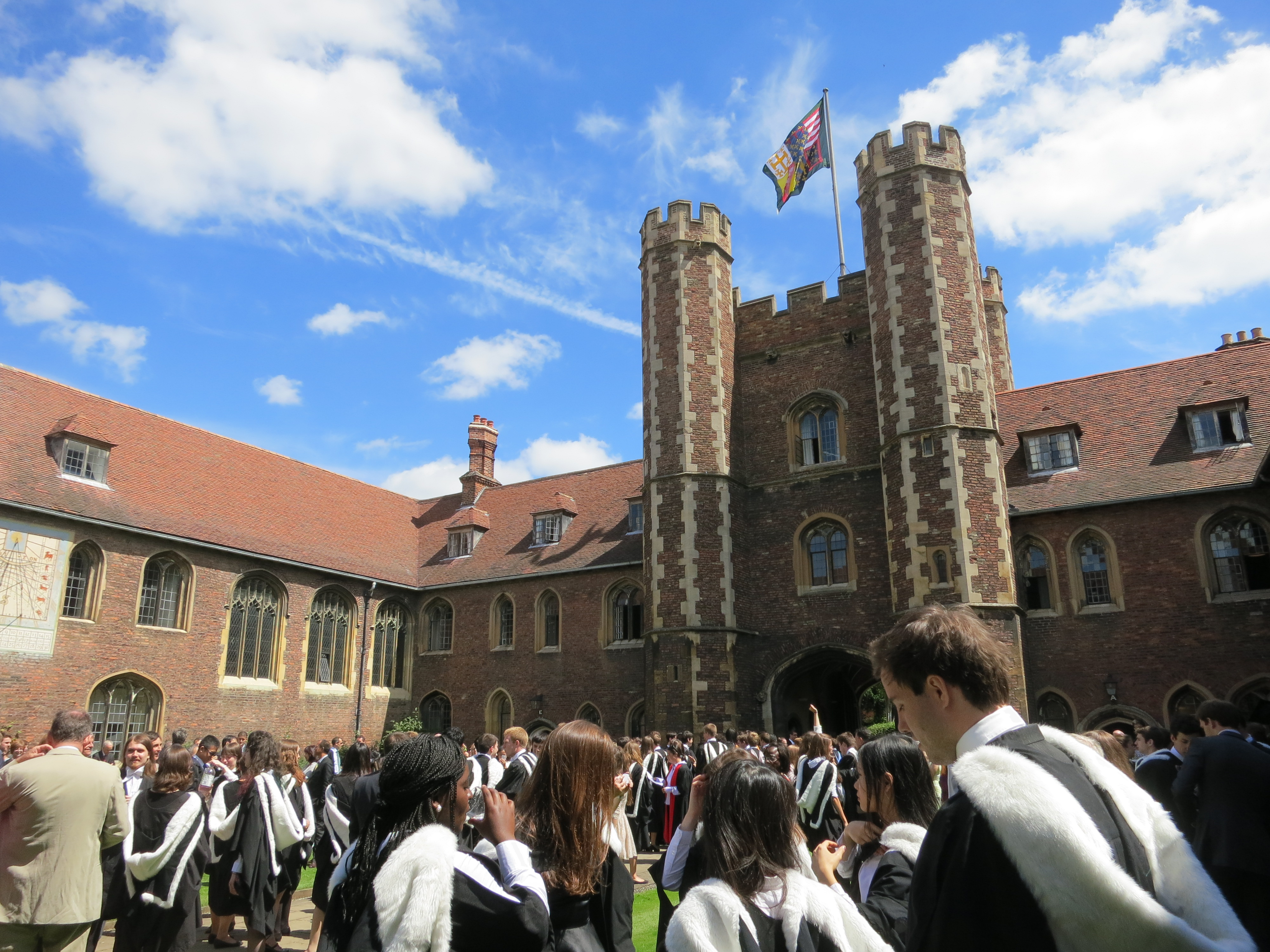
Antiga porta d'entrada al Queen's College
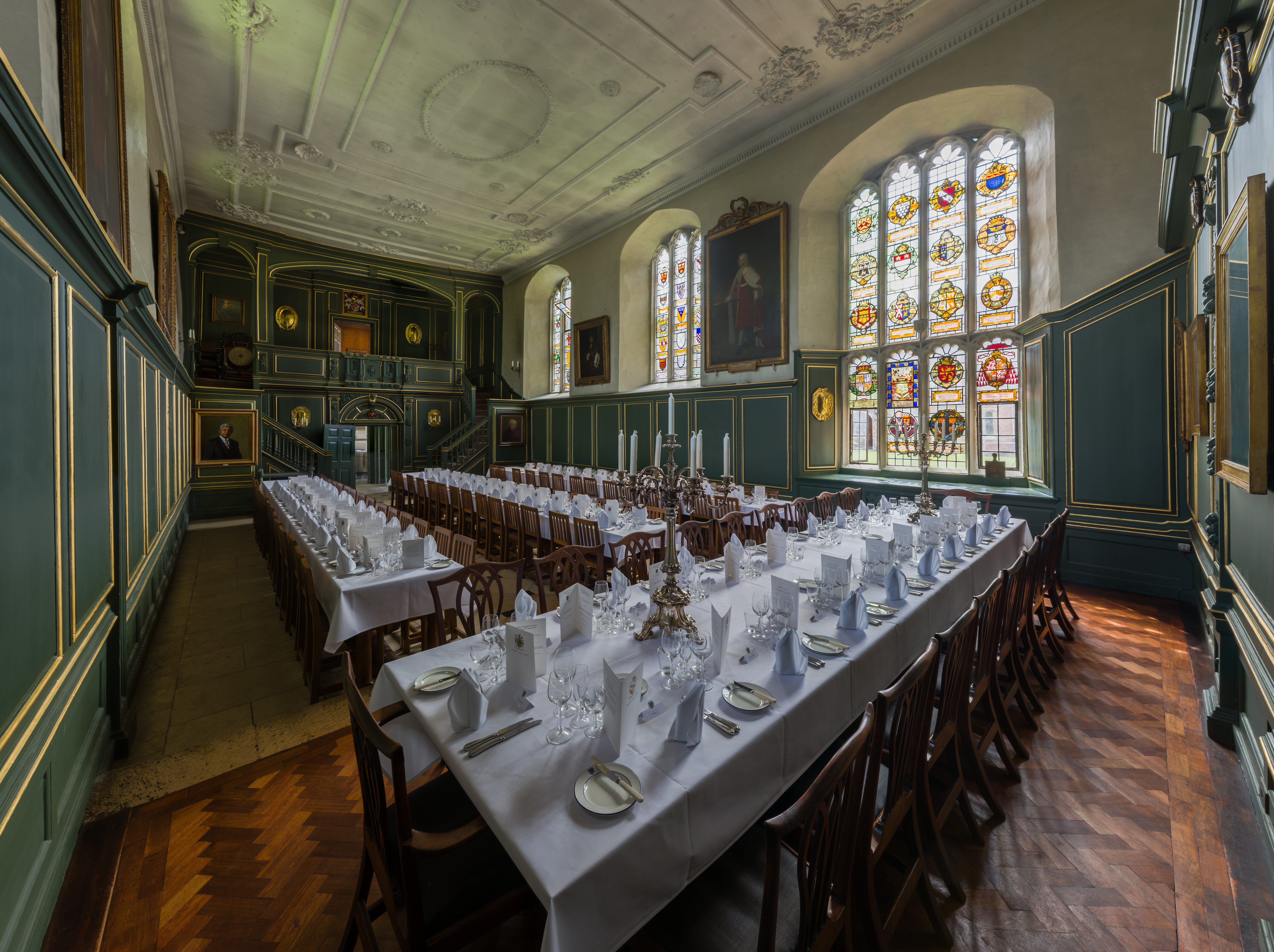
Menjador al Magdalene College
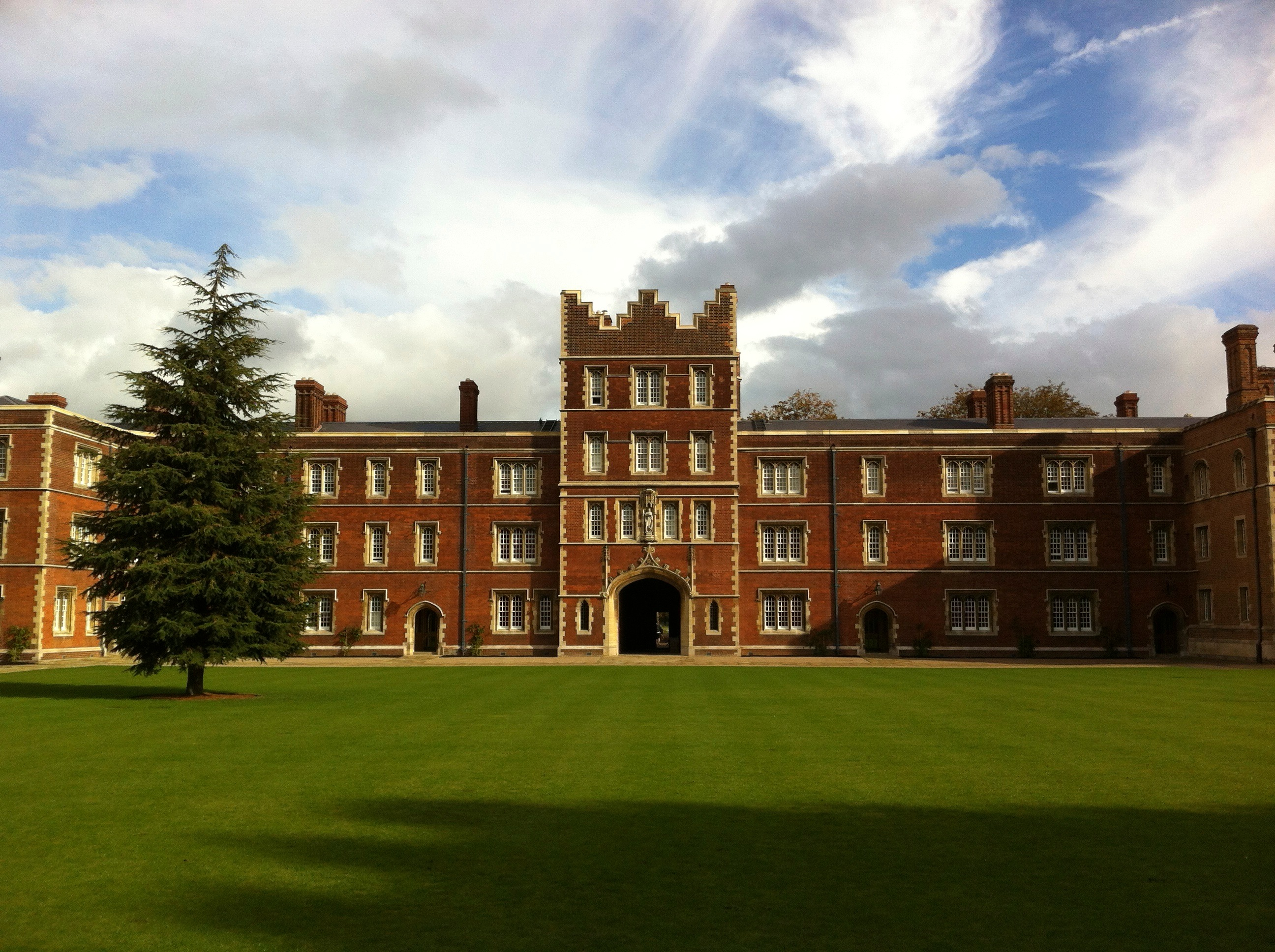
Pati de la capella al Jesus College
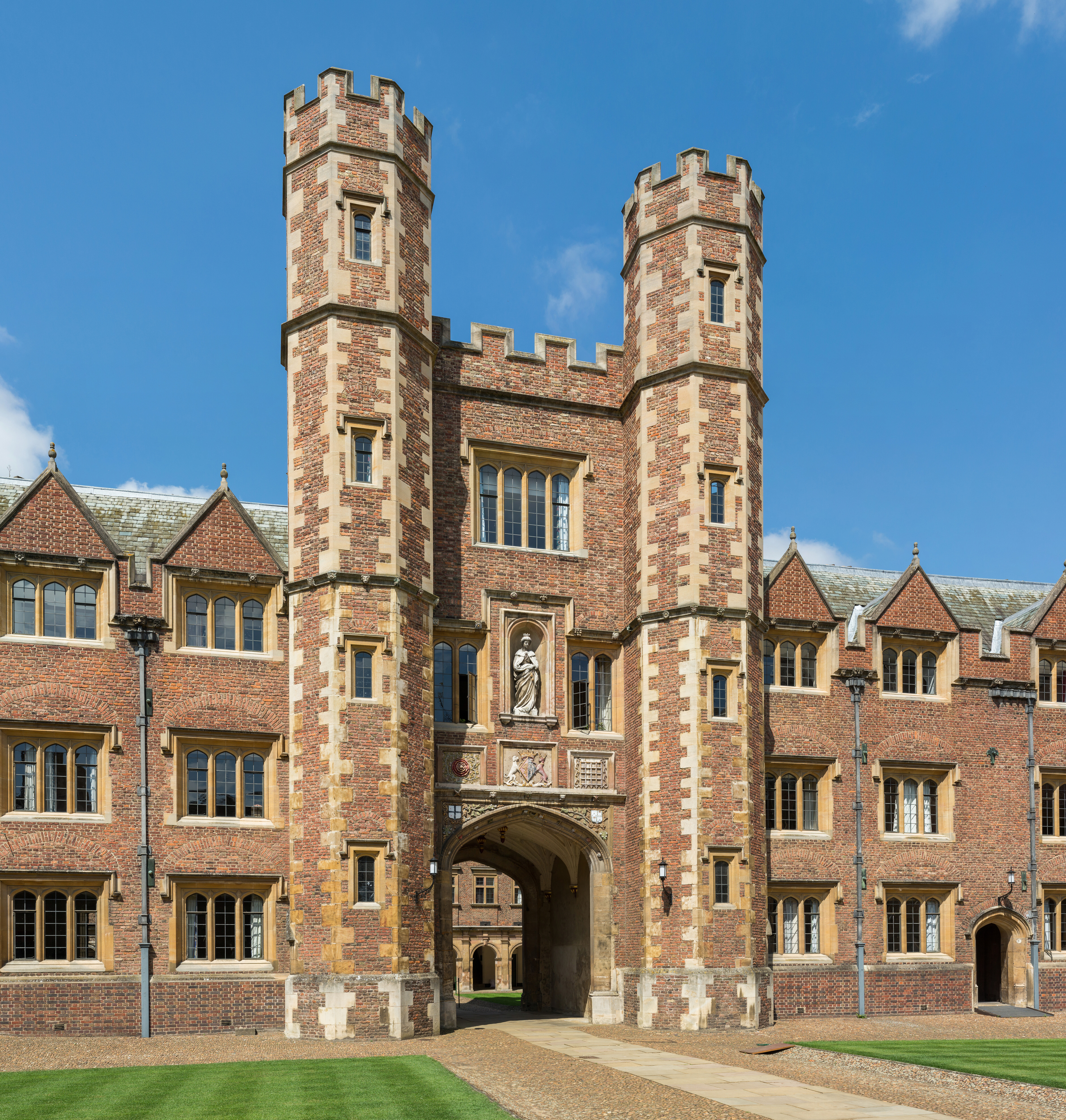
Pati segon al St John's College
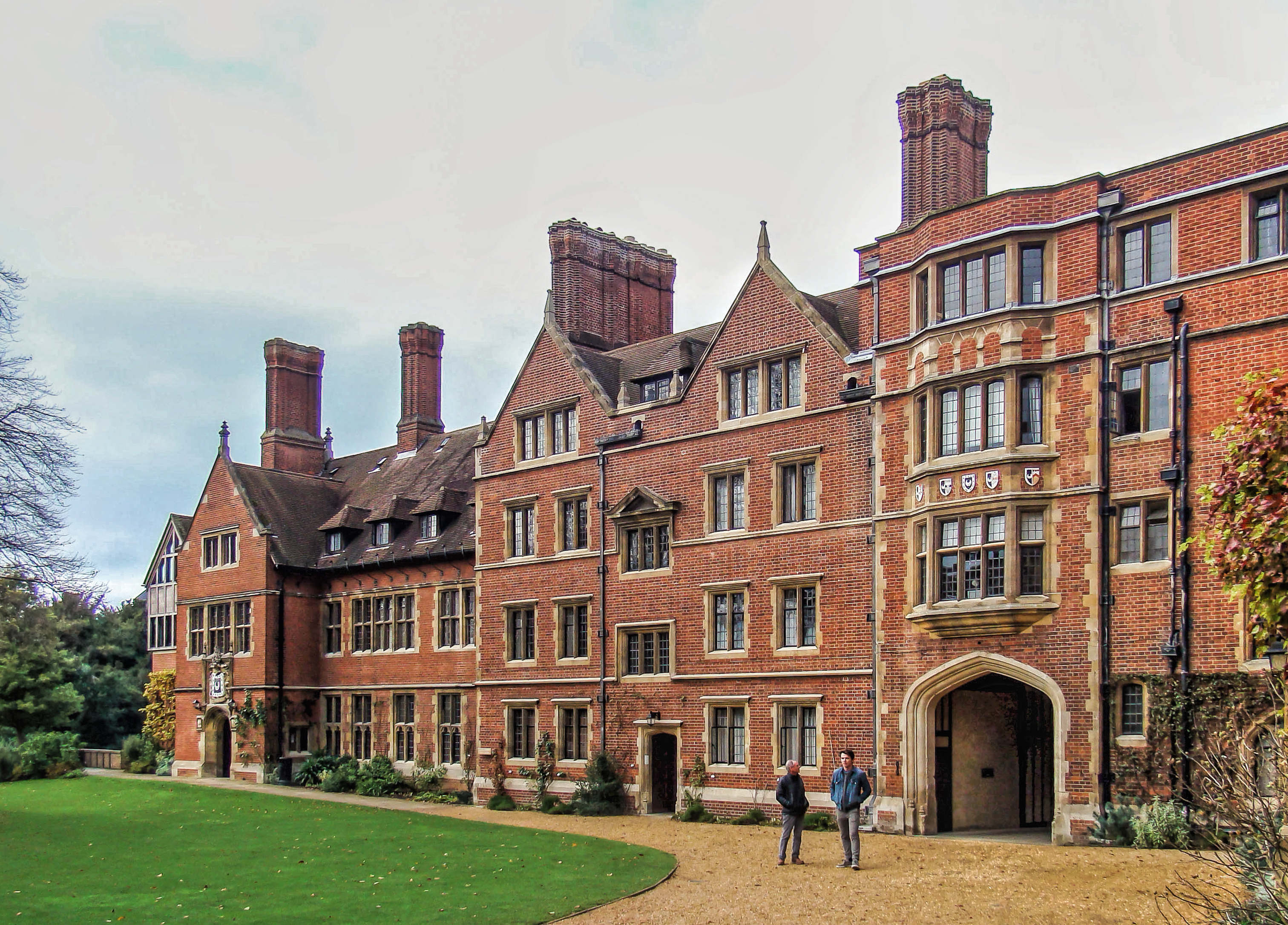
Trinity Hall
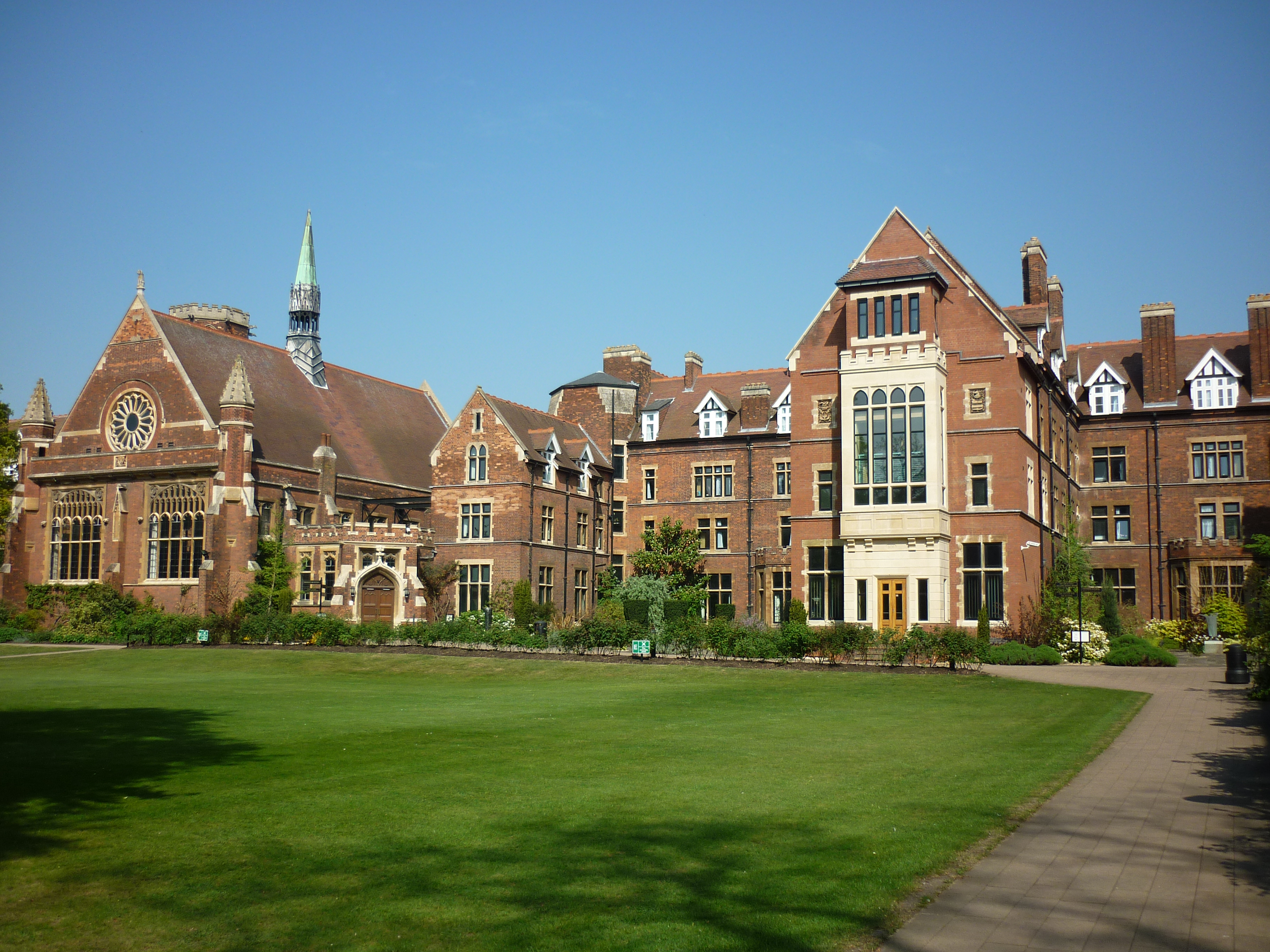
L'edifici Cavendish al Homerton College
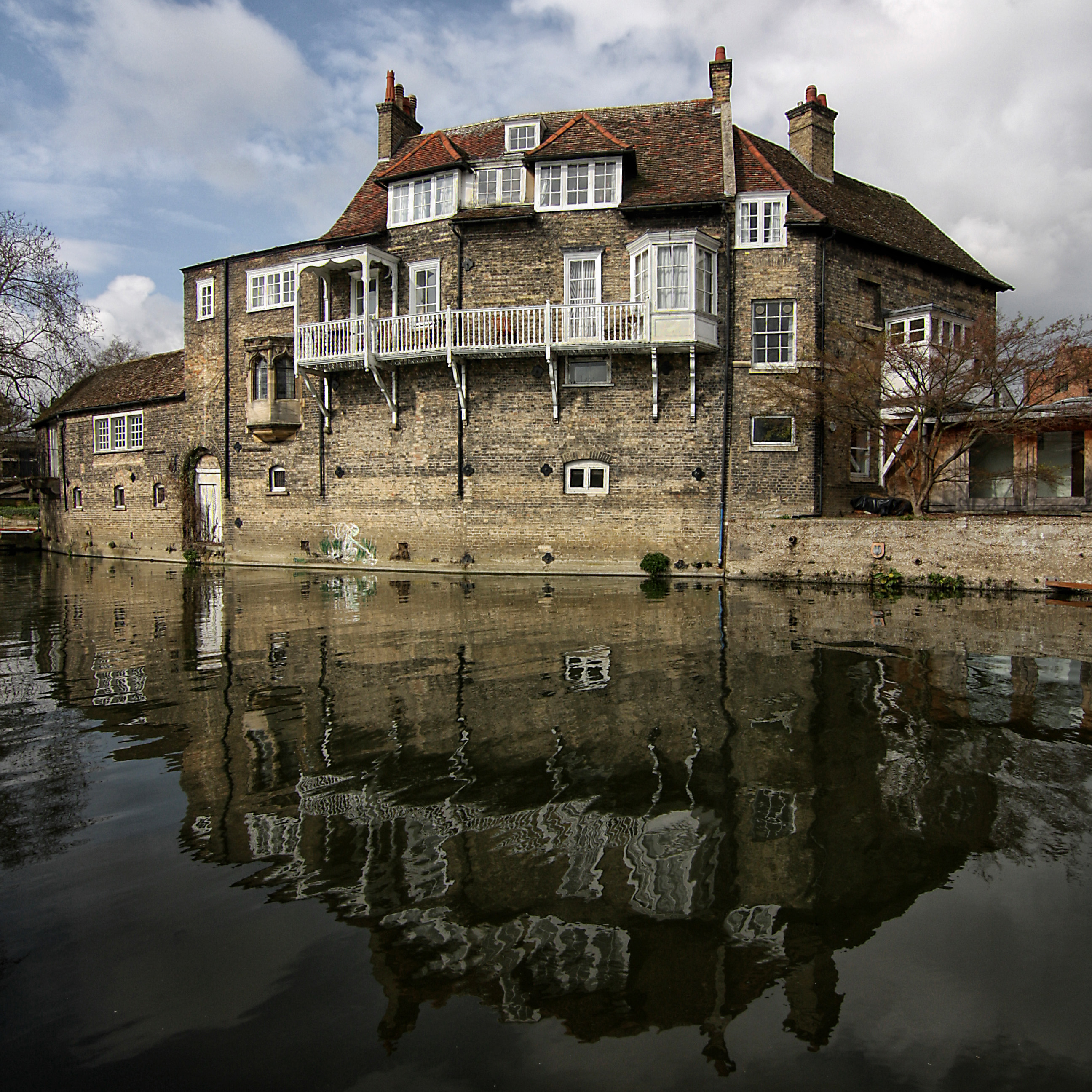
Darwin College
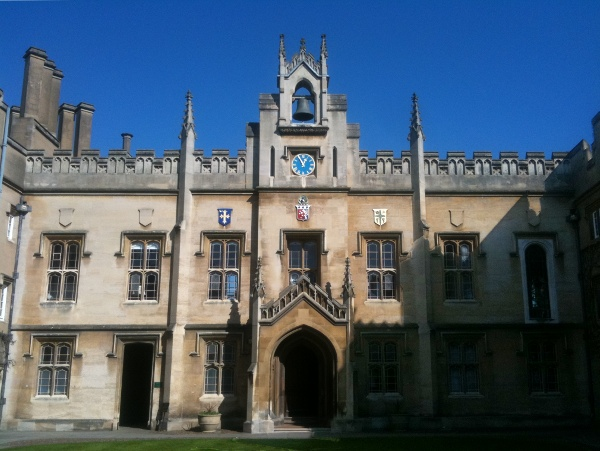
La capella del Sidney Sussex College
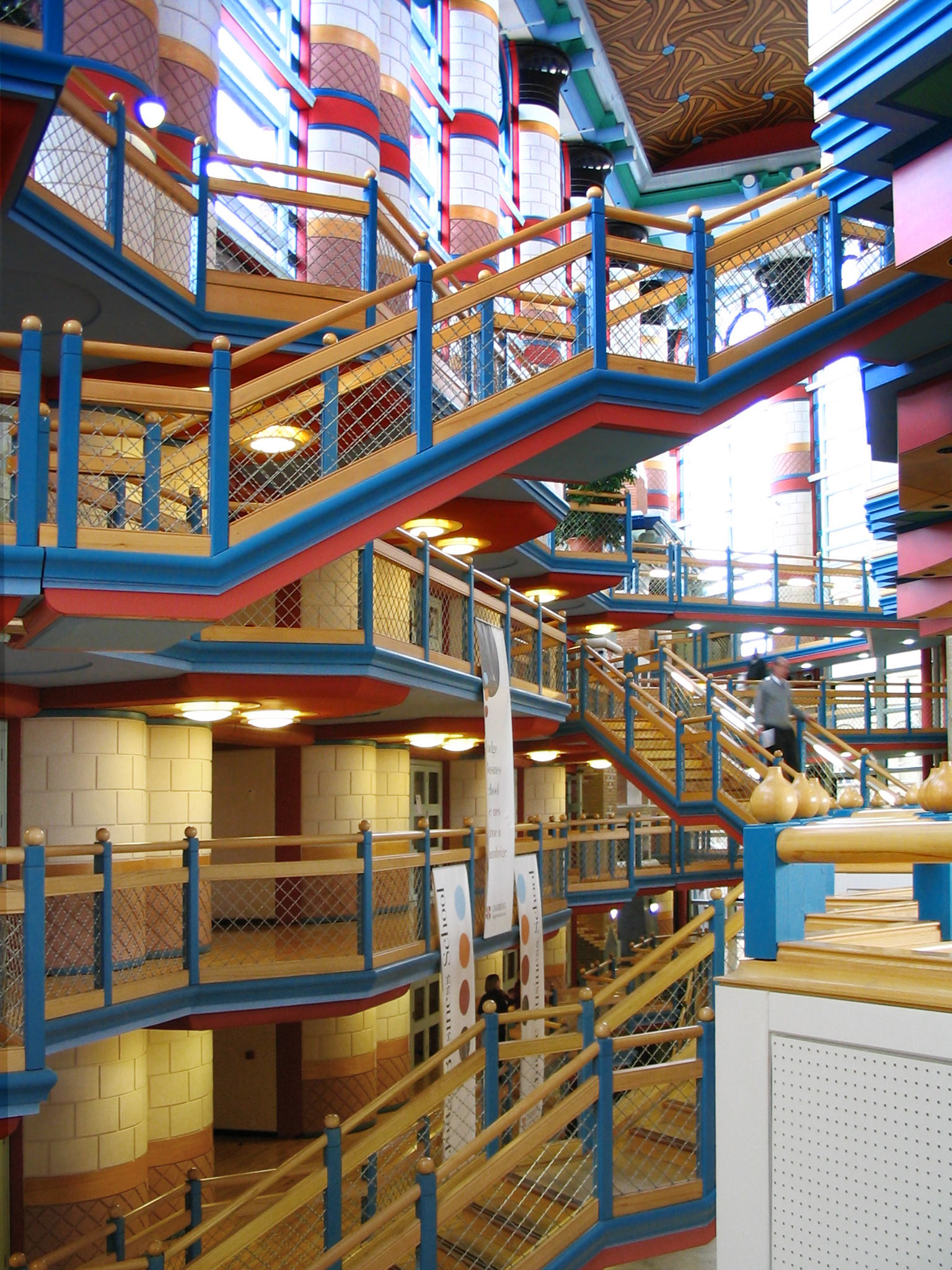
L'interior del Judge Business School
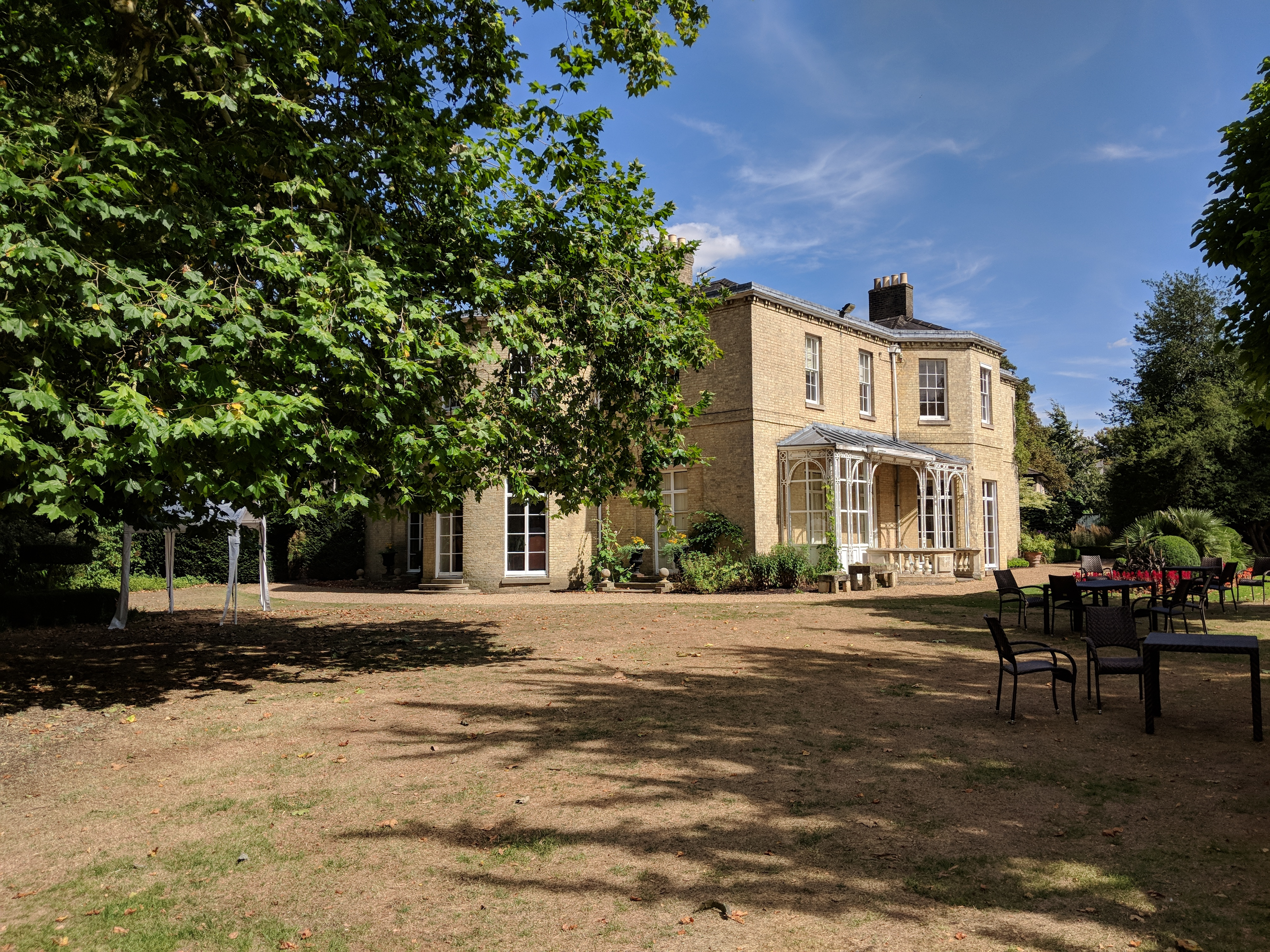
El Grove, al Fitzwilliam College
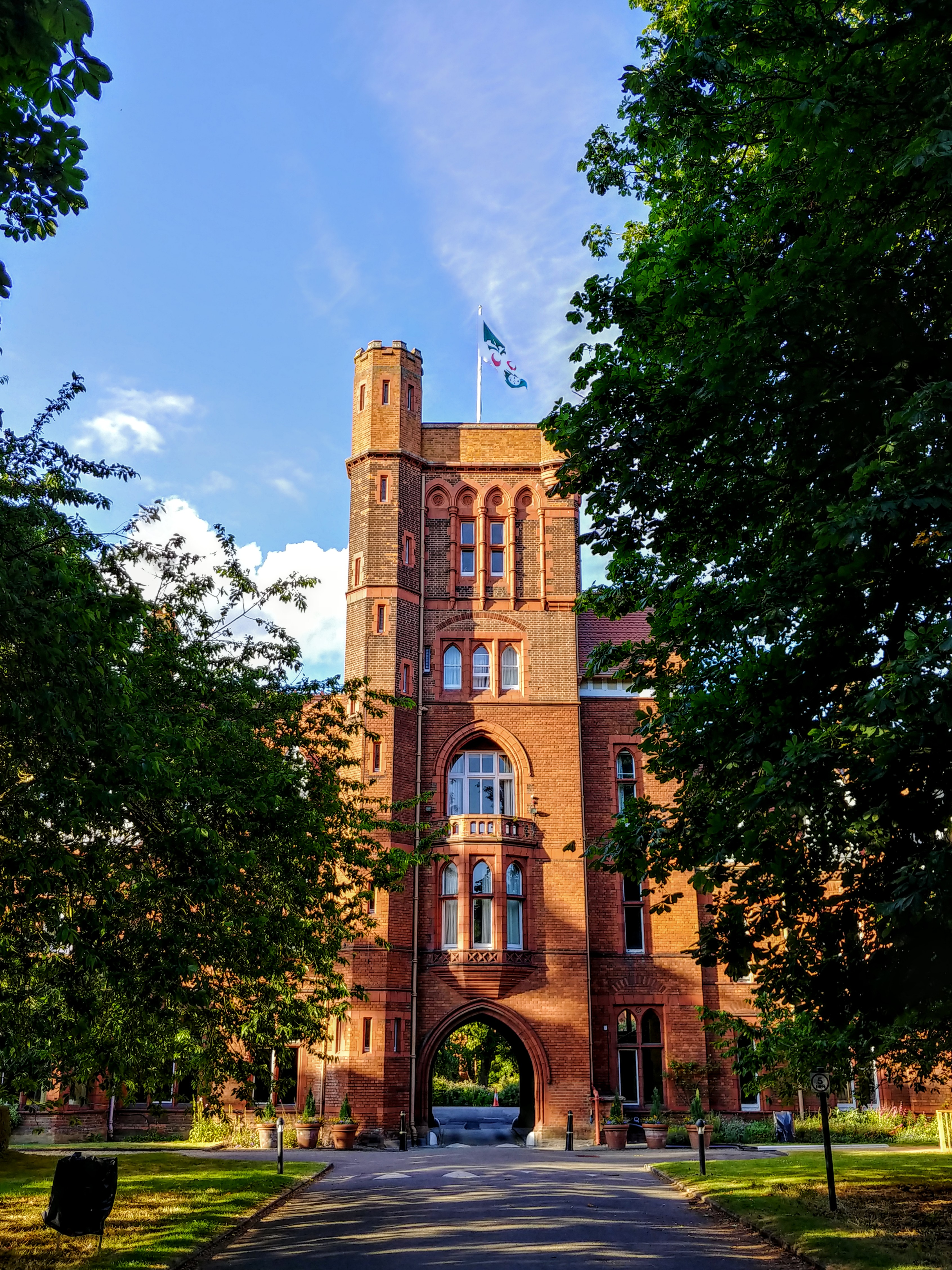
Porta d'entrada al Girton College